# Euxoa sigmata
Euxoa sigmata là một loài bướm đêm trong họ Noctuidae.